# Crégy-lès-Meaux
Crégy-lès-Meaux est une commune française située dans le département de Seine-et-Marne en région Île-de-France.

## Géographie

### Localisation
1. Carte dynamique
2. Carte Openstreetmap
3. Carte topographique
4. Carte avec les communes environnantes

Crégy-lès-Meaux est situé à 3 km au nord-ouest de Meaux.
| Penchard               |                 | Chambry |
| Chauconin-Neufmontiers | Crégy-lès-Meaux |         |
|                        |                 | Meaux   |

### Géologie et relief
La commune est classée en zone de sismicité 1, correspondant à une sismicité très faible.

### Hydrographie

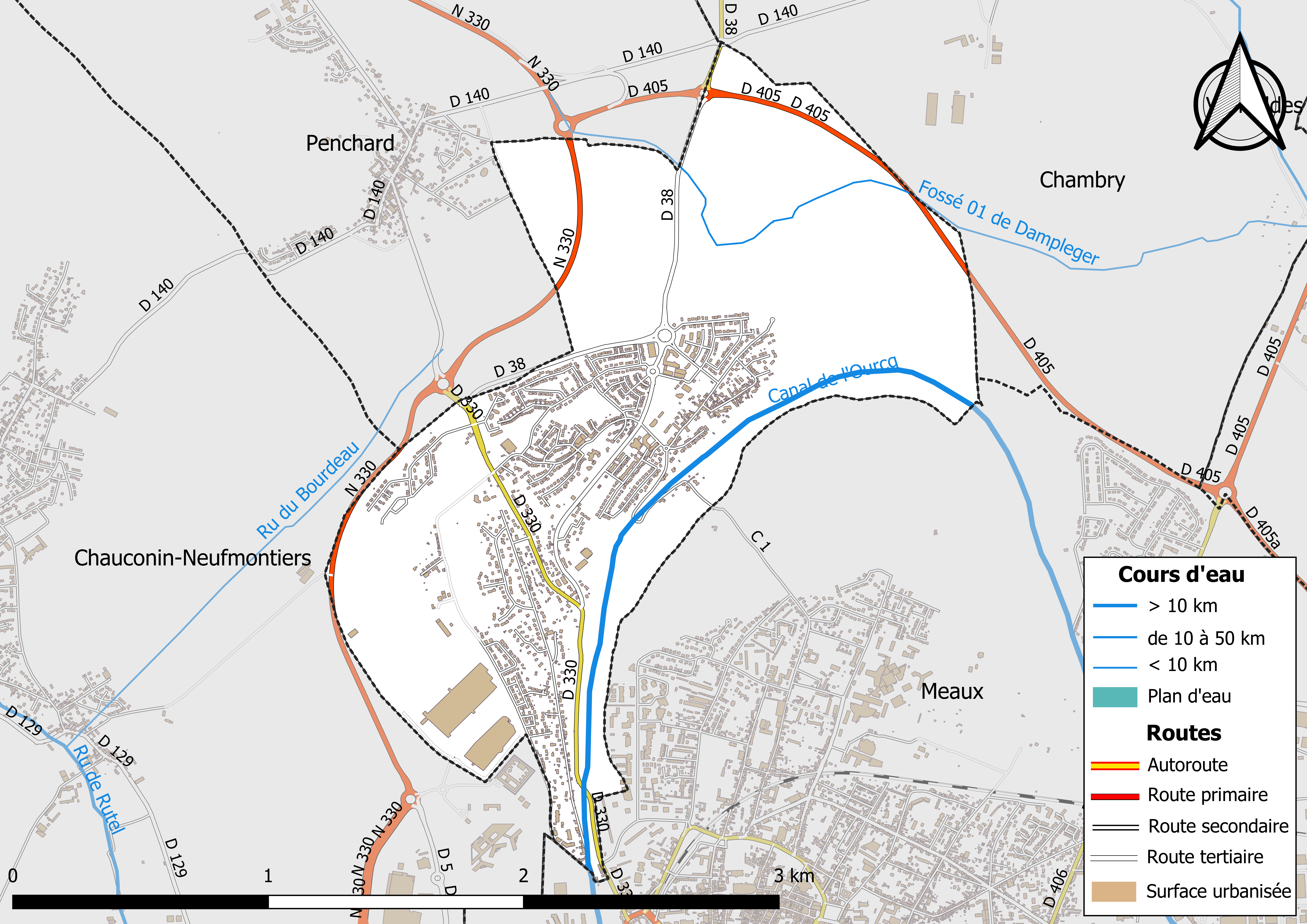
Carte des réseaux hydrographique et routier de Crégy-lès-Meaux.

Le réseau hydrographique de la commune se compose de deux cours d'eau référencés :
- le Canal de l'Ourcq, long de 96,55 km[4] ;
- le fossé 01 de Dampleger, 3,63 km[5], affluent du ruisseau de Mansigny.

La longueur totale des cours d'eau sur la commune est de 4,36 km.

### Climat
Pour des articles plus généraux, voir Climat de l'Île-de-France et Climat de Seine-et-Marne.
En 2010, le climat de la commune est de type climat océanique dégradé des plaines du Centre et du Nord, selon une étude du CNRS s'appuyant sur une série de données couvrant la période 1971-2000. En 2020, Météo-France publie une typologie des climats de la France métropolitaine dans laquelle la commune est exposée à un climat océanique altéré et est dans la région climatique Nord-est du bassin Parisien, caractérisée par un ensoleillement médiocre, une pluviométrie moyenne régulièrement répartie au cours de l’année et un hiver froid (3 °C).
Pour la période 1971-2000, la température annuelle moyenne est de 10,9 °C, avec une amplitude thermique annuelle de 16,2 °C. Le cumul annuel moyen de précipitations est de 718 mm, avec 11,9 jours de précipitations en janvier et 7,8 jours en juillet. Pour la période 1991-2020, la température moyenne annuelle observée sur la station météorologique la plus proche, située sur la commune de Changis-sur-Marne à 11 km à vol d'oiseau, est de 11,9 °C et le cumul annuel moyen de précipitations est de 710,1 mm,. Pour l'avenir, les paramètres climatiques de la commune estimés pour 2050 selon différents scénarios d'émission de gaz à effet de serre sont consultables sur un site dédié publié par Météo-France en novembre 2022.

### Milieux naturels et biodiversité
Aucun espace naturel présentant un intérêt patrimonial n'est recensé sur la commune dans l'inventaire national du patrimoine naturel,,.

## Urbanisme

### Typologie
Au 1er janvier 2024, Crégy-lès-Meaux est catégorisée grand centre urbain, selon la nouvelle grille communale de densité à sept niveaux définie par l'Insee en 2022.
Elle appartient à l'unité urbaine de Meaux, une agglomération intra-départementale regroupant sept  communes, dont elle est une commune de la banlieue,,. Par ailleurs la commune fait partie de l'aire d'attraction de Paris, dont elle est une commune d'un pôle secondaire,. Cette aire regroupe 1 929 communes,.

### Lieux-dits et écarts
La commune compte 42 lieux-dits administratifs répertoriés consultables ici (source : le fichier Fantoir).

### Occupation des sols
L'occupation des sols de la commune, telle qu'elle ressort de la base de données européenne d’occupation biophysique des sols Corine Land Cover (CLC), est marquée par l'importance des territoires agricoles (46 % en 2018), en diminution par rapport à 1990 (53,9 %). La répartition détaillée en 2018 est la suivante : 
terres arables (46% ), zones urbanisées (36,2% ), forêts (13,1% ), zones industrielles ou commerciales et réseaux de communication (4,7 %).
Parallèlement, L'Institut Paris Région, agence d'urbanisme de la région Île-de-France, a mis en place un inventaire numérique de l'occupation du sol de l'Île-de-France, dénommé le MOS (Mode d'occupation du sol), actualisé régulièrement depuis sa première édition en 1982. Réalisé à partir de photos aériennes, le Mos distingue les espaces naturels, agricoles et forestiers mais aussi les espaces urbains (habitat, infrastructures, équipements, activités économiques, etc.) selon une classification pouvant aller jusqu'à 81 postes, différente de celle de Corine Land Cover,,. L'Institut met également à disposition des outils permettant de visualiser par photo aérienne l'évolution de l'occupation des sols de la commune entre 1949 et 2018.

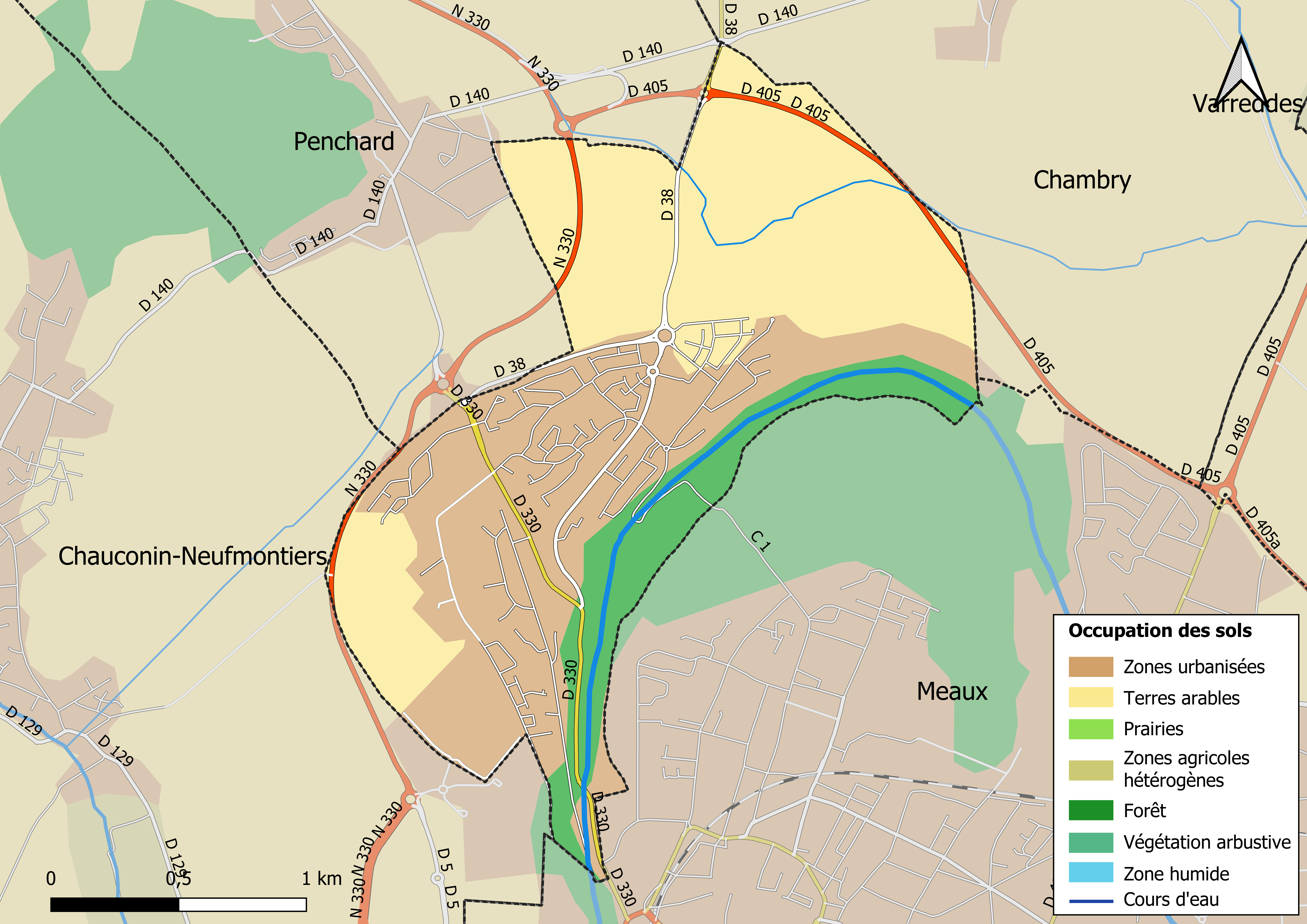
Carte des infrastructures et de l'occupation des sols en 2018 (CLC) de la commune.
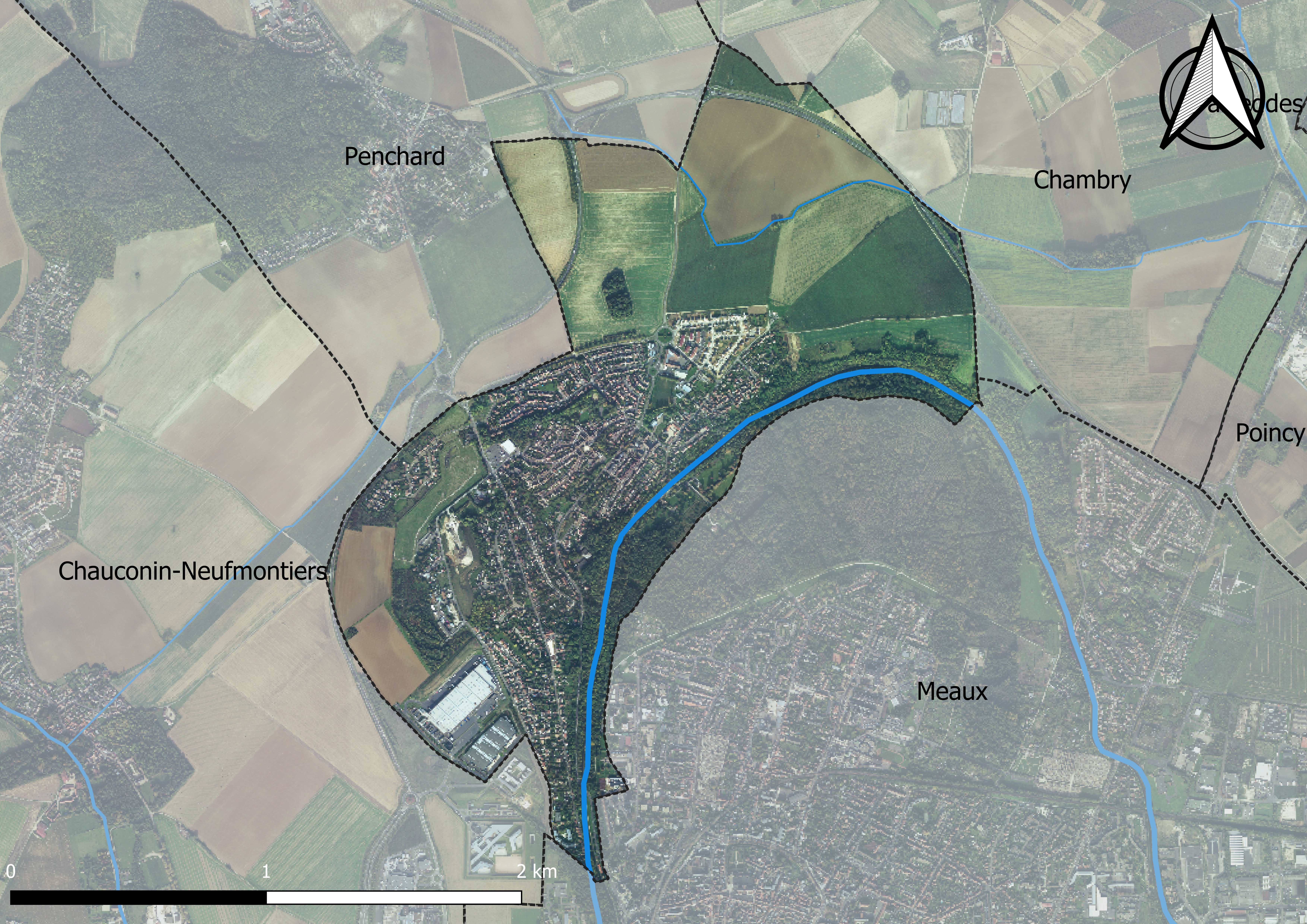
Carte orhophotogrammétrique de la commune.

### Planification
La commune disposait en 2019 d'un plan local d'urbanisme en révision. Le zonage réglementaire et le règlement associé peuvent être consultés sur le Géoportail de l'urbanisme.

### Logement
En 2017, le nombre total de logements dans la commune était de 1 753 dont 70 % de maisons (maisons de ville, corps de ferme, pavillons, etc.) et 29,7 % d'appartements.
Parmi ces logements, 95,3 % étaient des résidences principales, 0,6 % des résidences secondaires et 4 % des logements vacants.
La part des ménages fiscaux propriétaires de leur résidence principale s'élevait à 67,3 % contre 31,7 % de locataires dont, 20,4 % de logements HLM loués vides (logements sociaux) et, 1 % logés gratuitement.

### Voies de communication et transports
Le sentier de grande randonnée GR 1 traverse le territoire de la commune, de Penchard au nord à Meaux au sud.

## Toponymie
Le nom de la localité est mentionné sous les formes Cregiaca villa en 1005 ; Au larris de Cregi en 1247 ; Cregiacum en 1273 ; Cregyacum en 1289 ; In larregio de Cregi au XIIIe siècle.

## Histoire
Les hauteurs du Blamont qui bornent la ville au nord-ouest sont percées par un chemin creux raviné dans le talus, duquel se cache une ancienne fontaine abritée par une simple petite voûte de maçonnerie. Cette fontaine prit le nom de Sarrazin, du nom de l'échevin qui la découvrit en 1763. Jean baptisé Sarrazin, bourgeois marchand-épicier-mercier pensionnaire de sa majesté impériale, fit analyser cette eau trouvée excellente et proposa à la municipalité de la capter et de la faire venir à Meaux pour remplacer l'ancienne et fameuse fontaine du grand parvis de la cathédrale détruite au début du XVIe siècle ; mais le rapport de Piot, médecin du roi, jugea les frais trop élevés pour un trop petit volume d'eau et rejeta la proposition.
Ce problème d'alimentation de Meaux en eau potable se repose au milieu du XIXe siècle. Meaux cherche partout des sources à Montceaux mais aussi au Blamont. Elle fera à la fontaine Sarrazin les fouilles nécessaires pour s'assurer du volume d'eau de la source à différentes profondeurs pour que la ville fasse des conduites destinées à mener l'eau dans l'intérieur de la ville de Meaux sans priver d'eau le public notamment les habitants de Chauconin durant les travaux.

## Politique et administration

### Rattachements administratifs et électoraux
La commune se trouve  dans l'arrondissement de Meaux du département de Seine-et-Marne. Pour l'élection des députés, elle fait partie depuis 1988 de la sixième circonscription de Seine-et-Marne.
Elle faisait partie de 1793 à 1975 du canton de Meaux, année où celui-ci est scindé et la commune rattachée au canton de Meaux-Nord. Dans le cadre du redécoupage cantonal de 2014 en France, la commune intègre le canton de Claye-Souilly.

### Intercommunalité
La commune est membre de la communauté d'agglomération du pays de Meaux, créée fin 2002.

### Tendances politiques et résultats
Lors du premier tour des élections municipales de 2020 en Seine-et-Marne, la liste menée par le maire sortant Gérard Chomant (DVG a remporté l'élection avec 778 voix, soit 50,75% des suffrages exprimés  et 23 voix d'avance sur celle manée par Yann Richelet (Divers centre), qui a recueilli 755 voix, soit 49,24%, le scrutin étant marqué par une abstention de 51,98 % (en 2014, elle n'était que de 37,12 % des inscrits)
| Scrutin             | Scrutin             | 1er tour | 1er tour  | 1er tour | 1er tour | 1er tour | 1er tour | 1er tour | 1er tour | 1er tour | 1er tour | 1er tour | 1er tour | 2d tour | 2d tour | 2d tour | 2d tour | 2d tour | 2d tour |
| Scrutin             | Scrutin             | 1er      | 1er       | %        | 2e       | 2e       | %        | 3e       | 3e       | %        | 4e       | 4e       | %        | 1er     | 1er     | %       | 2e      | 2e      | %       |
| ------------------- | ------------------- | -------- | --------- | -------- | -------- | -------- | -------- | -------- | -------- | -------- | -------- | -------- | -------- | ------- | ------- | ------- | ------- | ------- | ------- |
| Présidentielle 2017 | Présidentielle 2017 |          | EM        | 24,35    |          | LFI      | 23,51    |          | FN       | 23,47    |          | LR       | 12,18    |         | EM      | 64,32   |         | FN      | 35,68   |
| Présidentielle 2022 | Présidentielle 2022 |          | LFI       | 29,56    |          | LREM     | 24,44    |          | RN       | 24,00    |          | REC      | 6,50     |         | LREM    | 57,14   |         | RN      | 42,86   |
| Législatives 2022   | 6e                  |          | LFI-Nupes | 33,16    |          | RN       | 22,11    |          | Agir-Ens | 20,95    |          | LR       | 11,85    |         | LFI     | 54,64   |         | RN      | 45,36   |
| Législatives 2024   | 6e                  |          | LFI-NFP   | 34,74    |          | RN       | 34,42    |          | LR       | 28,54    |          | LO       | 2,30     |         | LFI     | 56,51   |         | RN      | 43,49   |

### Liste des maires
| Période                                  | Période                   | Identité          | Étiquette           | Qualité |
| ---------------------------------------- | ------------------------- | ----------------- | ------------------- | --- |
| Les données manquantes sont à compléter. |                           |                   |                     | |
| octobre 1947                             | mai 1953                  | Henri Fontaine    |                     | |
| mai 1953                                 | mars 1959                 | René Le Bec       |                     | |
| mars 1959                                | mars 1977                 | Pierre Dupressoir |                     | |
| mars 1977                                | mars 2001                 | Robert Le Foll    | PS                  | Professeur Député de la 6e circonscription de Seine-et-Marne (1988 → 1993) Député de Seine-et-Marne (1986 → 1988) Député de la 3e circonscription de Seine-et-Marne (1981 → 1986) Conseiller général de Meaux (1973 → 1976) Conseiller général du canton de Meaux-Nord (1976 → 1985) |
| mars 2001                                | mars 2008                 | Philippe Cunin    | RPR puis UMP        | Directeur des ressources humaines |
| mars 2008                                | En cours (au 23 mai 2020) | Gérard Chomont    | PS puis DVG puis SE | Retraité Réélu pour le mandat 2014-2020 Réélu pour le mandat 2020-2026 |

## Équipements et services

### Eau et assainissement
L’organisation de la distribution de l’eau potable, de la collecte et du traitement des eaux usées et pluviales relève des communes. La loi NOTRe de 2015 a accru le rôle des EPCI à fiscalité propre en leur transférant cette compétence. Ce transfert devait en principe être effectif au 1er janvier 2020, mais la loi Ferrand-Fesneau du 3 août 2018 a introduit la possibilité d’un report de ce transfert au 1er janvier 2026,.

#### Assainissement des eaux usées
En 2020, la gestion du service d'assainissement collectif de la commune de Crégy-lès-Meaux est assurée par  le CA du Pays de Meaux (CAPM) pour la collecte et . Ce service est géré en délégation par une entreprise privée, dont le contrat arrive à échéance le 31 décembre 2024,,.
L’assainissement non collectif (ANC) désigne les installations individuelles de traitement des eaux domestiques qui ne sont pas desservies par un réseau public de collecte des eaux usées et qui doivent en conséquence traiter elles-mêmes leurs eaux usées avant de les rejeter dans le milieu naturel. Le CA du Pays de Meaux (CAPM)La commune assure le service public d'assainissement non collectif (SPANC), qui a pour mission de vérifier la bonne exécution des travaux de réalisation et de réhabilitation, ainsi que le bon fonctionnement et l’entretien des installations. Cette prestation est déléguée à l'entreprise Veolia, dont le contrat arrive à échéance le 31 décembre 2024,.

#### Eau potable
En 2020, l'alimentation en eau potable est assurée par la commune qui en avait délégué la gestion à l'entreprise Veolia, dont le contrat a expiré le 31 décembre 2024,,.
Les nappes de Beauce et du Champigny sont classées en zone de répartition des eaux (ZRE), signifiant un déséquilibre entre les besoins en eau et la ressource disponible. Le changement climatique est susceptible d’aggraver ce déséquilibre. Ainsi afin de renforcer la garantie d’une distribution d’une eau de qualité en permanence sur le territoire du département, le troisième Plan départemental de l’eau signé, le 3 octobre 2017, contient un plan d’actions afin d’assurer avec priorisation la sécurisation de l’alimentation en eau potable des Seine-et-Marnais. A cette fin a été préparé et publié en décembre 2020 un schéma départemental d’alimentation en eau potable de secours dans lequel huit secteurs prioritaires sont définis. La commune fait partie du secteur Meaux.

## Population et société

### Démographie
L'évolution du nombre d'habitants est connue à travers les recensements de la population effectués dans la commune depuis 1793. Pour les communes de moins de 10 000 habitants, une enquête de recensement portant sur toute la population est réalisée tous les cinq ans, les populations de référence des années intermédiaires étant quant à elles estimées par interpolation ou extrapolation. Pour la commune, le premier recensement exhaustif entrant dans le cadre du nouveau dispositif a été réalisé en 2006.

En 2022, la commune comptait 5 419 habitants, en évolution de +14,66 % par rapport à 2016 (Seine-et-Marne : +3,92 %, France hors Mayotte : +2,11 %).
| 1793 | 1800 | 1806 | 1821 | 1831 | 1836 | 1841 | 1846 | 1851 |
| ---- | ---- | ---- | ---- | ---- | ---- | ---- | ---- | ---- |
| 253  | 285  | 257  | 246  | 240  | 268  | 272  | 293  | 298  |

| 1856 | 1861 | 1866 | 1872 | 1876 | 1881 | 1886 | 1891 | 1896 |
| ---- | ---- | ---- | ---- | ---- | ---- | ---- | ---- | ---- |
| 301  | 310  | 315  | 315  | 321  | 341  | 368  | 367  | 431  |

| 1901 | 1906 | 1911 | 1921 | 1926 | 1931 | 1936 | 1946 | 1954 |
| ---- | ---- | ---- | ---- | ---- | ---- | ---- | ---- | ---- |
| 377  | 350  | 384  | 377  | 449  | 618  | 537  | 555  | 773  |

| 1962 | 1968 | 1975 | 1982  | 1990  | 1999  | 2006  | 2011  | 2016  |
| ---- | ---- | ---- | ----- | ----- | ----- | ----- | ----- | ----- |
| 772  | 793  | 786  | 1 007 | 2 294 | 3 677 | 4 260 | 4 339 | 4 726 |

| 2021  | 2022  | - | - | - | - | - | - | - |
| ----- | ----- | - | - | - | - | - | - | - |
| 5 354 | 5 419 | - | - | - | - | - | - | - |

### Manifestations culturelles et festivités
Fête de la Pomme fin septembre.

### Sports
Plusieurs types de sports peuvent être pratiqués à Crégy-lès-Meaux. Ces sports incluent badminton, basketball, dance, judo, ju-jitsu et karaté. Le football est également pratiqué (Club de foot A.S. BRIE, des équipes évoluant en ligue Paris-Île-de-France dont les 13 ans ph et les 15 ans ph).
Des balades (2 heures) sont organisées un jeudi matin sur deux autour de Crégy et également un dimanche matin sur deux des randonnées dans la région. À la belle saison, les randonnées sont plus fréquentes et peuvent s'étaler sur une journée. Au cours de l'année, des activités particulières sont programmées, comme des initiations à l'orientation, des sorties nocturnes ou des séjours en province.

## Économie

### Revenus de la population et fiscalité
En 2017, le nombre de ménages fiscaux de la commune était de 1 766 (dont 62 % imposés), représentant 5 034 personnes et la  médiane du revenu disponible par unité de consommation  de 23 060 euros.

### Emploi
En 2017 , le nombre total d’emplois dans la zone était de 699, occupant 2 244 actifs  résidants.
Le taux d'activité de la population (actifs ayant un emploi) âgée de 15 à 64 ans s'élevait à 69 % contre un taux de chômage de 9 %.
Les 22,1 % d’inactifs se répartissent de la façon suivante : 11,5 % d’étudiants et stagiaires non rémunérés, 4,9 % de retraités ou préretraités et 5,7 % pour les autres inactifs.

### Secteurs d'activité

#### Entreprises et commerces
En 2018, le nombre d'établissements actifs était de 166 dont 11 dans l’industrie manufacturière, industries extractives et autres, 27 dans la construction, 54 dans le commerce de gros et de détail, transports, hébergement et restauration, 8 dans l’Information et communication, 2 dans les activités financières et d'assurance, 2 dans les activités immobilières, 16 dans les activités spécialisées, scientifiques et techniques et activités de services administratifs et de soutien, 21 dans l’administration publique, enseignement, santé humaine et action sociale et 25  étaient relatifs aux autres activités de services.
En 2019, 60 entreprises ont été créées sur le territoire de la commune, dont 52 individuelles.
Au 1er janvier 2021, la commune ne disposait pas d’hôtel et de terrain de camping.

#### Agriculture
Crégy-lès-Meaux est dans la petite région agricole dénommée les « Vallées de la Marne et du Morin », couvrant les vallées des deux rivières, en limite de la Brie. En 2010, l'orientation technico-économique de l'agriculture sur la commune est diverses cultures (hors céréales et oléoprotéagineux, fleurs et fruits).
Si la productivité agricole de la Seine-et-Marne se situe dans le peloton de tête des départements français, le département enregistre un double phénomène de disparition des terres cultivables (près de 2 000 ha par an dans les années 1980, moins dans les années 2000) et de réduction d'environ 30 % du nombre d'agriculteurs dans les années 2010. Cette tendance se retrouve au niveau de la commune où le nombre d’exploitations est passé de 3 en 1988 à 1 en 2010. Parallèlement, la taille de ces exploitations augmente, passant de 128 ha en 1988 à 245 ha en 2010.
Le tableau ci-dessous présente les principales caractéristiques des exploitations agricoles de Crégy-lès-Meaux, observées sur une période de 22 ans : 
|                                      | 1988 | 2000 | 2010 |
| ------------------------------------ | ---- | ---- | ---- |
| Dimension économique,                |      |      |      |
| Nombre d’exploitations (u)           | 3    | 1    | 1    |
| Travail (UTA)                        | 5    | 2    | 3    |
| Surface agricole utilisée (ha)       | 383  | 257  | 245  |
| Cultures                             |      |      |      |
| Terres labourables (ha)              | 383  | s    | s    |
| Céréales (ha)                        | s    | s    | s    |
| dont blé tendre (ha)                 | s    | s    | s    |
| dont maïs-grain et maïs-semence (ha) | s    |      |      |
| Tournesol (ha)                       | 0    |      |      |
| Colza et navette (ha)                | s    | s    | s    |
| Élevage                              |      |      |      |
| Cheptel (UGBTA)                      | 0    | 0    | 0    |

## Culture locale et patrimoine

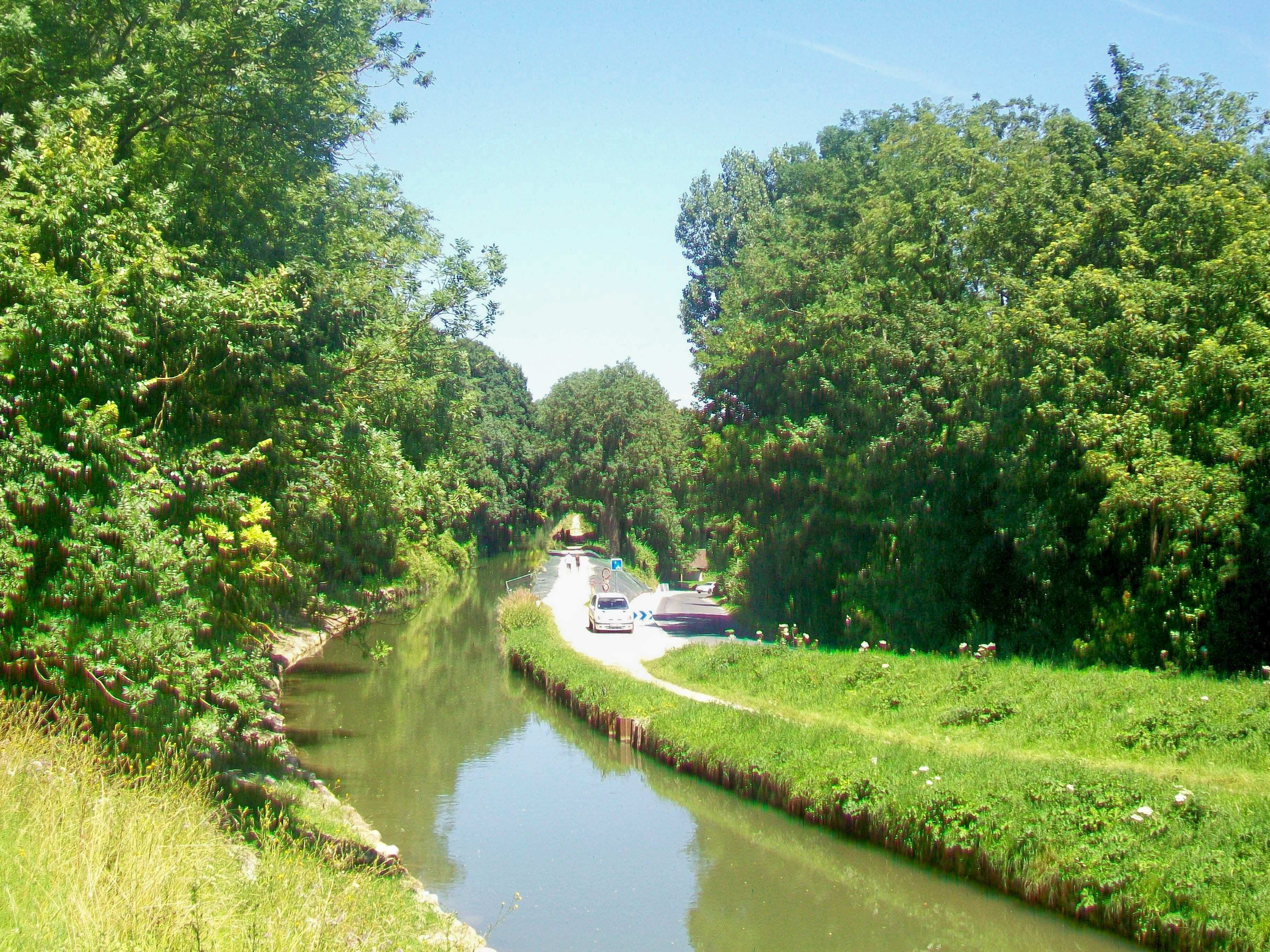
Le canal de l'Ourcq près de Crégy.

### Lieux et monuments
- Canal de l'Ourcq
- Ancien couvent des Carmes : portail, ancien logis, mur d'enceinte, terrasse panoramique et deux tours-pavillons
- Château de la Roche
- L'église Saint-Laurent

### Héraldique
|  | Les armes de la ville se blasonnent ainsi : de sinople à la croix en filet, cantonnée en chef, d’une fleur de lys, en chef à senestre, d’une grappe de raisin feuillée de deux pièces, en pointe à dextre, d’un bouquet de trois épis de blé feuillé et arraché en pointe à senestre, d’une colombe fondante, le tout d’or. |